# Kaytetye jezik
Kaytetye jezik (ISO 639-3: gbb; Ostali nazivi Kaiditj, Kaititj, Gaididj, Kaititja, Kaitije, Katitja, Katitcha, Katitya, Kaitish, Kaddakie, Kadda-kie, Kaitidji, Kaitiji, Kaititje, Katitch-a, Kat-titch-a, Kat-tit-ya, Kaytej), jedan od 6 arandskih jezika, velika porodica pama-nyunga, kojim govori oko 200 ljudi (Black 1983) sjeverno od Alice Springsa u Sjevernom teritoriju, Australija. Najbliži mu je Alyawarr [aly].

## Vanjske poveznice
- Ethnologue (14th)
- Ethnologue (15th)